# Jan Plastwich
Jan Plastwich (Plastwig), (ur. ok. 1400 w Braniewie, zm. w 1464 we Fromborku) – autor pierwszej kroniki warmińskiej, kanonik warmiński, historyk, prawnik.

## Życiorys
Pochodził w braniewskiej rodziny rajców miejskich. Członkiem rady miejskiej w Starym Mieście Braniewie był Johannes Plastwich (Plastewig, Plastwik) w latach 1384–1406, dziadek Jana Plastwicha.
Studiował na Uniwersytecie w Lipsku (1434 bakałarz sztuk) i w Akademii Krakowskiej (1437). Uzyskał stopień doktora praw. 21 kwietnia 1442 otrzymał prowizję papieską na prałaturę dziekana (po śmierci Jana Niclosdorfa), lecz faktycznie uzyskał ją dopiero po wygranym procesie w 1446. Należał do wpywowych duchownych warmińskich. W latach 1447–1452 był administratorem dóbr kościelnych w okręgu olsztyńskim. W 1447 przeprowadził regulację granic pomiędzy dobrami kapituły a Zakonu Krzyżackiego. W latach 1449–1450 w sprawach kapituły jeździł do Stolicy Apostolskiej. W 1450 pod nieobecność biskupa Franciszka Kuhschmalza zarządzał całą diecezją. Po wybuchu wojny trzynastoletniej schronił się w Olsztynie. W 1455, po opanowaniu zamku podstępem przez Krzyżaków, dostał się na 25 dni do niewoli. Wytoczył w Rzymie proces Krzyżakom, który skończył się tym, iż papież obłożył von Schliebena ekskomuniką. W 1457 uczestniczył w Głogówku na Śląsku w wyborze kolejnego biskupa warmińskiego Eneasz Sylwiusz Piccolomini, późniejszego papieża Piusa II. W latach 1458–1459 wyjeżdżał do Szczecina i Królewca. Był doradcą biskupa warmińskiego Pawła Legendorfa, opowiadał się za neutralnością Warmii pod protektoratem króla polskiego. W 1463, w związku z wizytą legata papieskiego, napisał memoriał zawierający oskarżenia wobec krzyżaków o dokonywanie gwałtów i rabunków na Warmii. Występował jako świadek w dokumencie pokojowym zawartym 23 marca 1464 w Elblągu pomiędzy królem Polski a biskupem warmińskim. Posiadając dostęp do dokumentów biskupich opracował w wydał w 1464 kronikę biskupów warmińskich Chronicon de vitis episcoporum Varmiensium per Joannem Plastwig.
Zmarł w II połowie 1464 roku we Fromborku (najpóźniej na początku 1465).